# Octobre 2000

## Événements
- 1er octobre : Gilles Panizzi remporte le rallye du tour de Corse.
- 8 octobre (Formule 1) : l'Allemand Michael Schumacher remporte de main de maître le Grand Prix du Japon, avant-dernière épreuve de la saison qui lui assure un troisième titre mondial, après une lutte intense avec son rival Mika Häkkinen. Il met ainsi fin à 21 d'attente pour la Scuderia Ferrari pour le plus grand bonheur des tifosis.
- 12 octobre : attentat à bord du navire américain USS Cole au Yémen, sortie du Nokia 3310
- 13 octobre : décès de Victor Sartre, archevêque émérite d'Antananarivo, et archevêque de Beroë, doyen des évêques français.
- 17 octobre : Accident ferroviaire de Hatfield en Angleterre.
- 21 octobre (Formule 1) : Grand Prix automobile de Malaisie.
- 22 octobre (rallye) : Gilles Panizzi remporte San Remo
- 31 octobre : accident du Vol 006 Singapore Airlines.

## Naissances
- 3 octobre : Alessandro Zanoli, footballeur italien
- 6 octobre :
  - Adson, footballeur brésilien
  - Sarah Gigante, coureuse cycliste australienne
  - Marcin Patrzałek, guitariste et arrangeur polonais
- 7 octobre :
  - Oumaima El Bouchti, taekwondoïste marocaine
  - Regina Daniels, actrice nigériane
- 9 octobre : Jon Russell, footballeur jamaïcain
- 10 octobre : Issa Soumaré, footballeur sénégalais
- 12 octobre :
  - Kilian Fischer, footballeur allemand
  - Mihai Popa, footballeur roumain
- 14 octobre : Anders Klynge, footballeur danois
- 19 octobre : Marco Burch, footballeur suisse
- 21 octobre : Mads Hedenstad Christiansen, footballeur norvégien
- 22 octobre :
  - Anaïs Mai Desjardins, kitesurfeuse française
  - Baby Keem, rappeur américain
- 24 octobre : 
  - August Mikkelsen, footballeur norvégien
  - Fer Niño, footballeur espagnol
- 26 octobre : 
  - Jenson Brooksby, joueur de tennis américain
  - Ezequiel Bullaude, footballeur argentin
  - Daniel Håkans, footballeur finlandais
- 31 octobre : Willow Smith, actrice et chanteuse américaine